# Maßmannpark

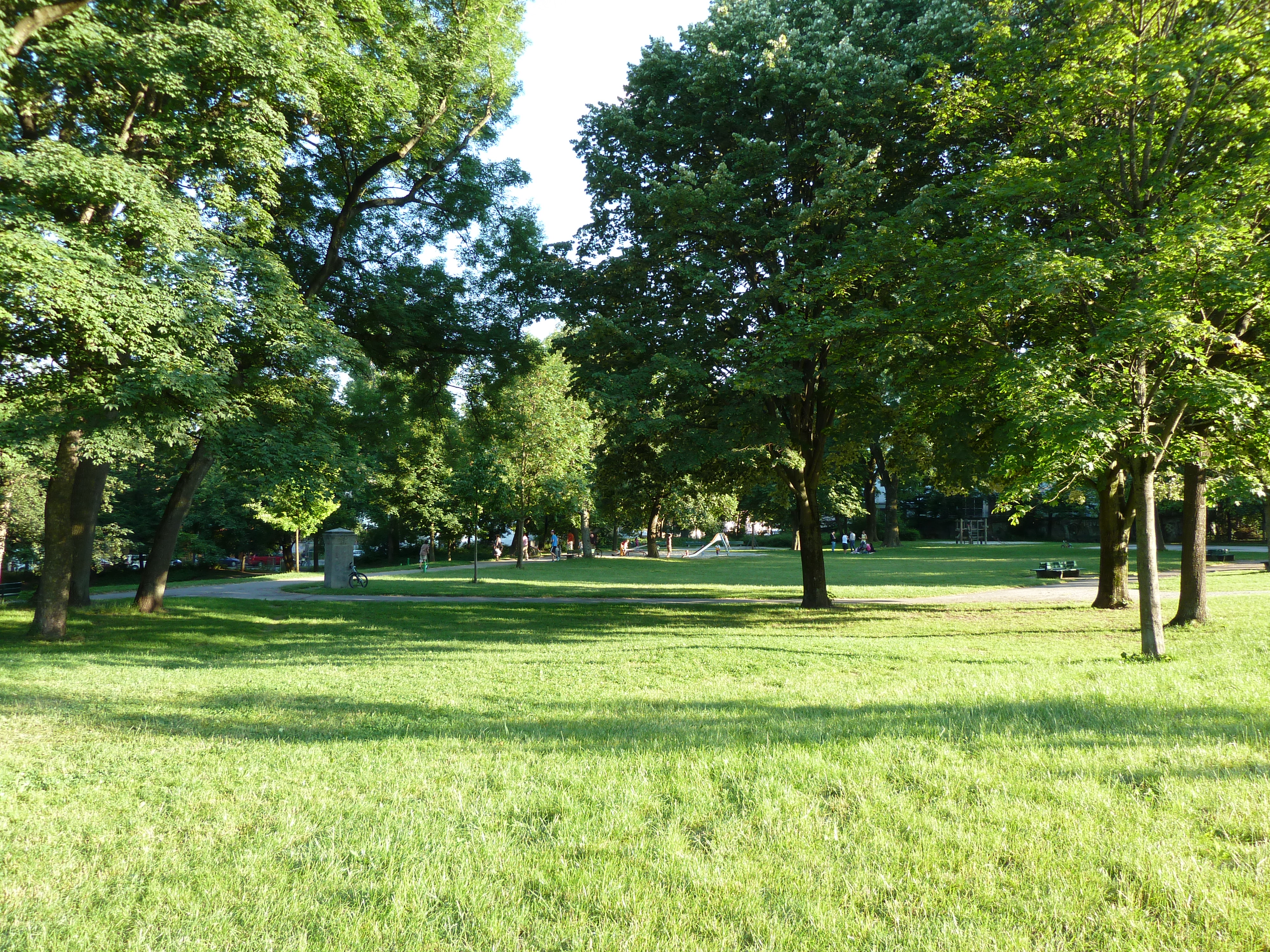
Der Maßmannpark im Sommer 2010

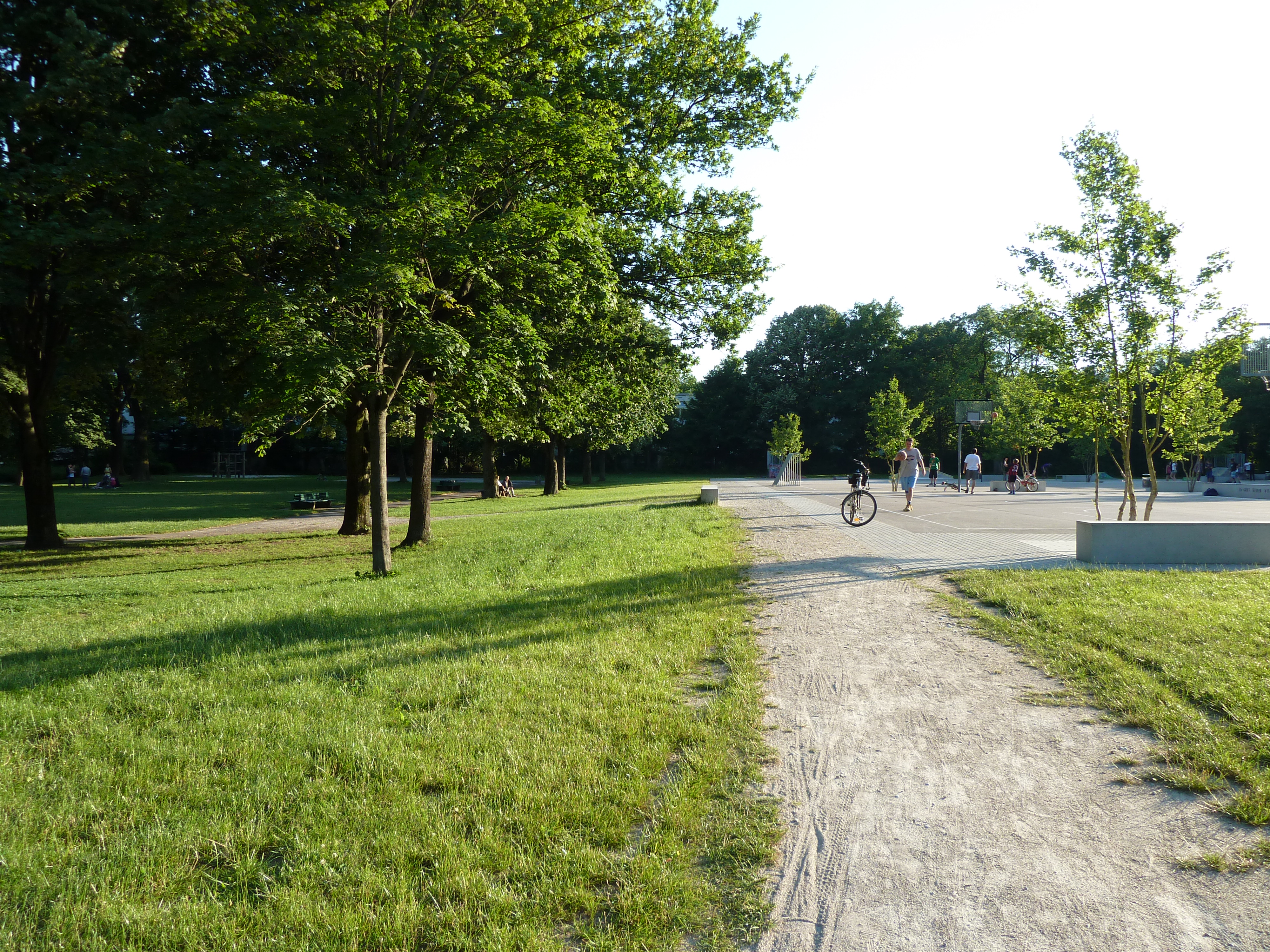
Sportplatz im Maßmannpark

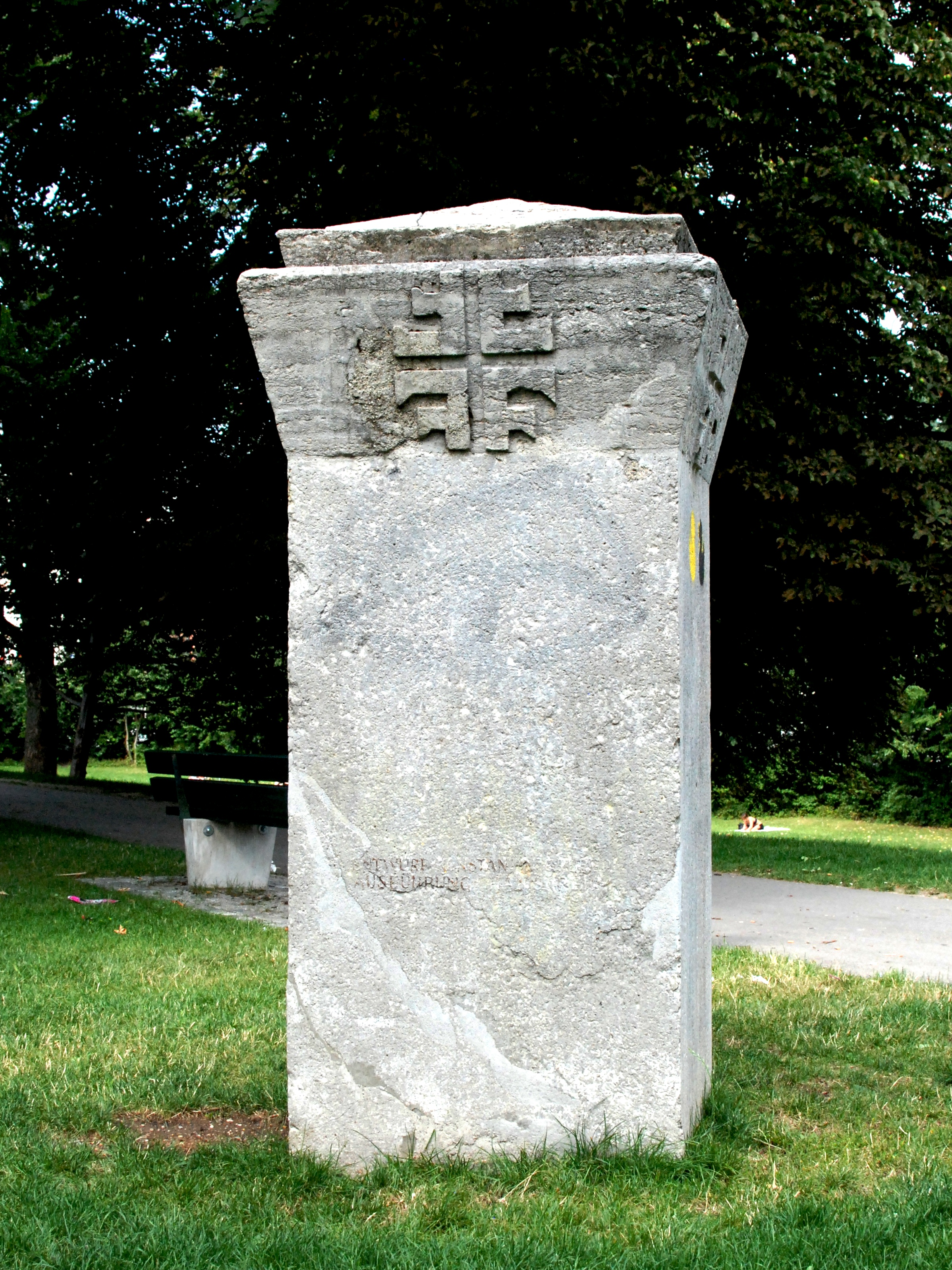
Gedenkstein für Hans Ferdinand Maßmann im Maßmannpark

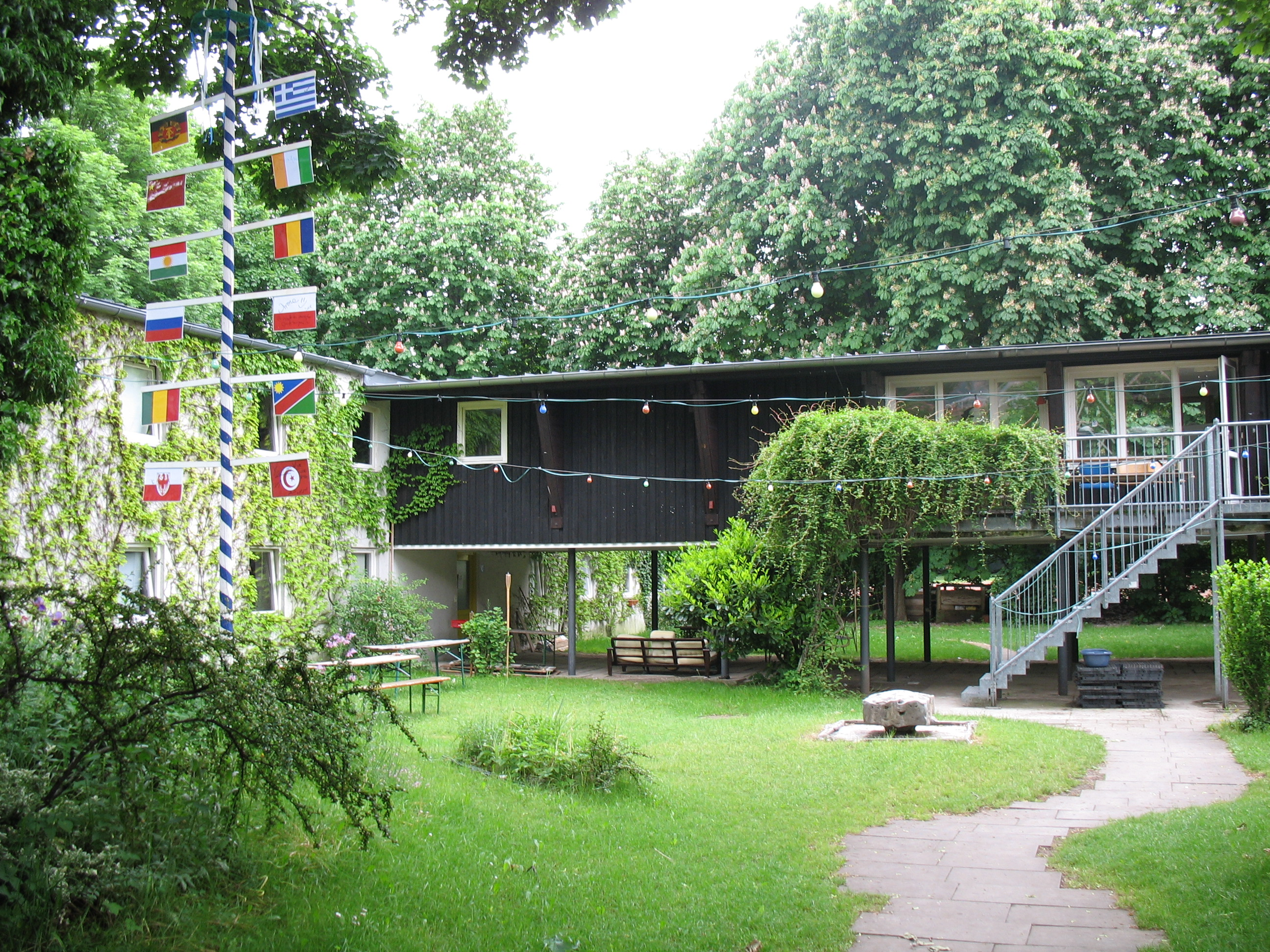
Wohnheimsiedlung Maßmannplatz

Der Maßmannpark ist ein etwa 2,3 Hektar großer Park im Münchner Stadtviertel Maxvorstadt. Er erstreckt sich um eine 5 m hohe Geländestufe, die historisch als Neuhauserberg bezeichnet wurde und heute als Maßmannbergl bekannt ist. Die Geländestufe ist Teil des westlichen Hochufers des Isartals und der nördlichste Ort, an dem dieses im Stadtgebiet erkennbar ist.
Er liegt zwischen der Heß-, Schleißheimer- und Maßmannstraße.

## Beschreibung
Im Luftkrieg des Zweiten Weltkriegs wurden die Turnhallen zerstört und nicht wieder aufgebaut; daher entschloss sich die Stadt, in dem freien Areal einen Park anzulegen. 1948 entstand das Studentenwohnheim Wohnheimsiedlung Maßmannplatz im Nordosten des Parks an der Heßstraße. Anfang 2009 wurden der Park und die Spielgeräte restauriert. Seitdem gibt es auf dem Platz auch einen Fußballplatz, einen Basketballplatz und einen Skatepark. Im Winter machen kleine Kinder am „Maßmannbergl“ ihre ersten Rodelversuche.

## Geschichte
Der heutige Park liegt außerhalb der historischen Stadtmauern Münchens, ehemals an der Grenze zwischen dem Münchner Burgfrieden und auf dem Gebiet des ehemals selbständigen Neuhausens. 1260 wird ein Konradshof erstmals erwähnt, der im Umfeld des heutigen Parks liegt. Er war bis zur Säkularisation 1803 im Besitz des Klosters Schäftlarn und zur Bewirtschaftung an Münchner Bürger verpachtet.

### Landsitz Wiesenfeld
An der Hangkante errichtete der kurfürstliche Kammerherr Dominikus Schwaiger um 1790 einen Landsitz mit dem Namen Wiesenfeld, von dem die Flurbezeichnungen Oberwiesenfeld abgeleitet sind. Das Ökonomie-Gebäude lag oberhalb, die Pflanzungen vor Wind geschützt unterhalb der Stufe. Der Betrieb baute überwiegend Obst und Gemüse an, die Haltung von Kühen spielte nur eine geringe Rolle.
1796 wurde der Sitz durch französische Soldaten zerstört, jedoch sofort wieder aufgebaut.

### Turnanstalt
1828 errichtete Hans Ferdinand Maßmann auf dem Gelände eine öffentliche Turnanstalt. Maßmann war ein Schüler des Turnvaters Jahn. Er war 1826 von König Ludwig I. und auf Anregung von Friedrich Thiersch nach München geholt worden, um die sportliche Ausbildung des Kadettenkorps zu leiten. Als Ergänzung zur Ausbildung der Militärs schlug er auch einen Turnplatz für Schüler und Studenten vor und überzeugte das Innenministerium von der Sinnhaftigkeit.
Maßmann baute auf dem Gelände entsprechend den damaligen Vorstellungen Masten, Leitern, Seile und andere Gelegenheiten zum Klettern und Hangeln. Dazu kamen eine Rennbahn, ein offener Platz zum Ringen, sowie Lauf- und Sprungbahnen. Der Turnplatz stand zunächst nur den zwei damaligen Gymnasien in München und der Universität zur Verfügung, jedoch wurden auch einzelne externe Nutzer zugelassen, schon im ersten Jahr drei Griechen. 1837 kam eine Turnhalle hinzu, das Gelände wurde eingezäunt und ein Wärter wurde angestellt, der eine Dienstwohnung auf dem Platz bezog. Maßmann wurde neben seiner Turntätigkeit 1829 Professor an der Universität München für ältere deutsche Sprache und Literatur und hielt auch Vorlesungen zur „Geschichte der Leibesübungen […] als Teil der deutschen Sittengeschichte“.
An den bayerischen Schulen kam Turnen erst langsam und unsystematisch auf. Bis in die 1850er Jahre hatten aber fast alle Schulen einen einfachen Platz für Leibesübungen eingerichtet. Ab 1861 wurde Turnen an bayerischen Gymnasien obligatorisches Schulfach, aber erst 1866 begann eine planmäßige Ausbildung von Turnlehrern für bayerische Schulen. 1868 zog diese Ausbildung in die königliche öffentliche Turnanstalt, bevor 1872 eine zunächst eigenständige Zentralturnlehrerbildungsanstalt an der Universität in der Ludwigstraße eingerichtet wurde. 1900 wurde für die öffentliche Turnanstalt und die Lehrerbildung zusammen eine neue Turnhalle am Wiesenfeld errichtet und 1908 wurden beide Einrichtungen zusammengelegt. Im Ersten Weltkrieg wurde die alte Turnhalle mit Soldaten belegt und bis 1919 benutzt. Der Betrieb ging im Krieg nur in sehr geringem Rahmen weiter. 1930/31 wurde die Turnhalle umgebaut, die Ausbildung von Sport- und Turnlehrern stand seit 1926 neben der Schulung von Ärzten und Schulaufsichtsbeamten in Fragen des Anstaltssports, der wissenschaftlichen Forschung und der Überwachung des Turnunterrichts an allen staatlichen, städtischen und Privatschulen sowie an Strafanstalten.
Das Denkmal für Hans Maßmann wurde 1876 nach seinem Tod errichtet, zum 100. Jubiläum der Turnanstalt wurde 1928 die Inschrift ergänzt. Seitdem trägt der Stein das Turnerkreuz aus vier symmetrisch angeordneten Buchstaben „F“ für den Leitspruch der Turner „Frisch, fromm, fröhlich, frei“.